# 短身白甲鱼
短身白甲鱼（学名：Onychostoma brevis）为輻鰭魚綱鯉形目鲤科白甲魚属的鱼类。在中国，分布于长江上游等，體長可達14.6公分，棲息在底中層水域，生活習性不明。该物种的模式产地在四川的南川、五洞河和江津。

## 扩展阅读
維基物種上的相關：短身白甲鱼